# Комптон, Джеймс, 5-й граф Нортгемптон
Джеймс Комптон (англ. James Compton; 2 мая 1687 — 3 октября 1754) — британский аристократ, 5-й граф Нортгемптон и 6-й барон Комптон с 1727 года, сын Джорджа Комптона, 4-го графа Нортгемптона, и его первой жены Джейн Фокс. Учился в Итонском колледже (1707—1709). В 1710 году был депутатом Палаты общин от Уорикшира, в 1711 году, ещё при жизни отца, занял место в Палате лордов как барон Комптон. После смерти отца унаследовал семейные владения и графский титул. 
Граф был женат на Элизабет Ширли, 15-й баронессе Феррерс из Чартли в своём праве (suo jure). В этом браке родилась дочь Шарлотта, которая стала после смерти отца 7-й баронессой Комптон в своём праве (suo jure). Она была замужем за Филдом Таунсендом, маркизом Таунсендом, и умерла в 1770 году.
Графский титул перешёл к младшему брату Джеймса Джорджу.